# Грег Попович
Грег Чарлс Попович (енгл. Gregg Charles Popovich, Ист Чикаго, Индијана, 28. јануар 1949) бивши је амерички кошаркашки тренер српског порекла. 
Преузео је Спарсе 1996. године, и он је кошаркашки тренер са најдужим стажом од активних кошаркаршких тренера. Надимак по коме је познат "Коуч Поп" или просто "Поп". Освајач је 5 НБА наслова са Спарсима. Дана 11. марта 2022. године постао је тренер са највише победа у историји НБА лиге.

## Одрастање и образовање
Попович је рођен у Ист Чикагу у Индијани, 28. јануара, 1949. године, од оца Рејмонда, Србина и мајке Кетрин, Хрватице, који су се развели када је Грег био у петом разреду основне школе. Након развода, Грег се са мајком преселио у Мерилвил. Рејмондов отац, Данило, се уселио у САД 1910. или 1911. године из Црне Горе, 1918. године добио Рејмонда, а на америчком попису 1920. године је навео свој матерњи језик као српски.
Попович је дипломирао 1970. године на ваздухопловној војној академији САД. Наступао је четири сезоне на Академији и у сениорској години је био капитен и водећи стрелац тима.

## Каријера
У сезони 1987-88, Попович се придружио Ларију Брауну као помоћни тренер у Сан Антонију. Затим се сели у Голден Стејт 1992. године, радећи као помоћник будућем члану Куће славних Дона Нелсона.

### Сан Антонио
Године 1994, Попович се вратио у Сан Антонио као главни тренер. Први потез који чини је довођење Ејври Џонсона који постаје стартни плеј. Прва титула НБА шампиона стиже 1999. године. Затим трејдује Дениса Родмана у Чикаго Булсе за Вил Пардуа.
Након катастрофалног старта 3-15 у сезони 1996-97, са Дејдвид Робинсоном који се повредио, Попович даје отказ тренеру Бобу Хилу. Какогод, Робинсон је сломио стопало после само шест мечева и морао је да паузира целу сезону. Многи играчи су се повређивали те сезоне. Са непотпуним тимом, Спарси су имали катастрофалну сезону у којој су славили само на 17 утакмица, бележећи скор 20-62. Ипак, наредне сезоне долази први пик, Тим Данкан, са Вејк Форест Универзитета. Са Дејдвид Робинсоном и Данканом Спарси су добили најјачи центарски тандем у лиги. Године 1999. стиже титула. Попович у наредним годинама осваја нове титуле шампиона у сезонама 2003, 2005, 2007. и 2014. (уз изгубљено велико финале 2013), а проглашаван је за тренера године 2003, 2012. и 2014. године. 2025 године завршио је своју тренерску каријеру